# Бекман-Щербина, Елена Александровна
Еле́на Алекса́ндровна Бе́кман-Щерби́на (настоящая фамилия Каменцева; 31 декабря 1881 [12 января 1882], Москва — 30 сентября 1951, там же) — русская и советская пианистка. Заслуженная артистка РСФСР (1937).

## Биография
Мать будущей пианистки умерла через несколько дней после родов, и её воспитывали сестра матери с мужем, Елизавета Александровна и Евгений Николаевич Щербины. Официально она не была удочерена, однако в дальнейшем в благодарность к приёмным родителям взяла их фамилию, к которой затем присоединила фамилию мужа, Л. К. Бекмана.

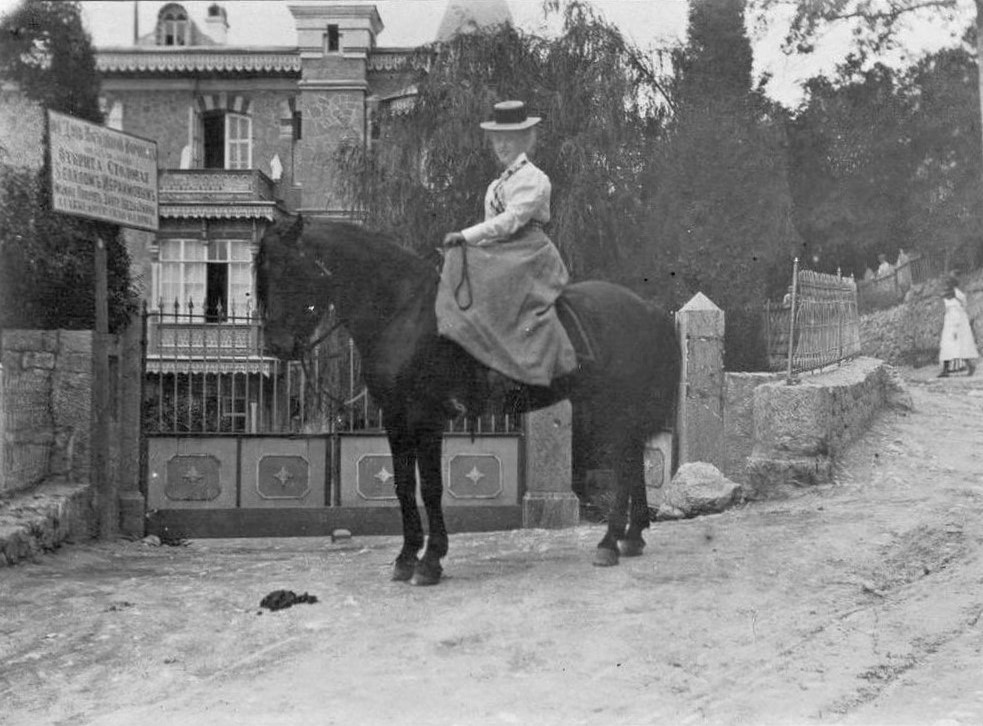
Елена Александровна Бекман-Щербина на лошади у пансиона Погодиной, Алупка, 1898 г

С шестилетнего возраста занималась у Валентины Зограф, с семилетнего — у Николая Зверева, затем училась в Московской консерватории у Павла Пабста, а после его смерти у Василия Сафонова. Окончила курс в 1899 г. с золотой медалью, подготовив к выпускному экзамену весь «Хорошо темперированный клавир». Ещё студенткой начала преподавать, по предложению Сафонова занимаясь с юным Юлием Исерлисом.
В 1900 г. дебютировала в концерте Русского музыкального общества, выступив в составе трио с Иваном Гржимали и Альфредом фон Гленом. Первый большой концертный успех Бекман-Щербины был связан с исполнением сочинений Яна Сибелиуса в концерте из цикла «Музыкальные выставки» М. А. Дейши-Сионицкой (1907), затем внимание музыкальной общественности привлекли её выступления в цикле Константина Сараджева «Вечера современной музыки» (1909), где в её исполнении впервые в России прозвучали фортепианные пьесы Клода Дебюсси и Мориса Равеля. В первой половине 1910-х гг. интенсивное сотрудничество связывало Бекман-Щербину с Александром Скрябиным, чьи произведения она стремилась исполнять в авторской трактовке и согласно авторским указаниям: по воспоминаниям пианистки,

я с большой благодарностью и радостью принимала каждое мельчайшее указание Александра Николаевича, добиваясь максимальной точности приёмов игры и характерных особенностей его трактовки. Кажется, никогда в жизни я не работала с таким увлечением, как в период моих посещений Скрябина…

В 1912—1918 гг. руководила в Москве собственной фортепианной школой. Участвовала во многих благотворительных концертах — в частности, в концертах для малоимущих и студентов в стенах Петровской академии, организованных при участии её мужа. В пореволюционную эпоху интенсивно гастролировала по всему Советскому Союзу, с 1924 г. постоянно выступала по радио, исполнив для радиослушателей в общей сложности около 700 произведений. Репертуар Бекман-Щербины простирался от композиторов эпохи барокко до молодых музыкантов-современников; среди её партнёров по ансамблевым выступлениям были, в частности, скрипач Борис Сибор, виолончелисты Григорий Пятигорский, Семён Козолупов, Рудольф Эрлих, кларнетист Сергей Розанов.
В 1921—1930 гг. доцент Московской консерватории, затем преподавала в Центральном заочном музыкально-педагогическом институте, с 1940 г. профессор.
В 1942—1943 гг., находясь в эвакуации в Казани, составила (вместе с музыковедом Валентиной Конен) и исполнила масштабный цикл концертов из истории фортепианного искусства.
В 1947 и 1949 гг. были переизданы песни и фортепианные пьесы для детей, сочинённые Бекман-Щербиной в середине 1900-х гг., частично — совместно с мужем Леонидом Бекманом, — в том числе знаменитая «В лесу родилась ёлочка».
26 ноября 1950 г. выступила в Колонном зале Дома Союзов с прощальным концертом в ознаменование 50-летия своей концертной деятельности.
Заслуженная артистка РСФСР (1937). Кавалер Ордена Трудового Красного Знамени (14.02.1945).
Правнучка — композитор Елена Анатольевна Соколовская.
Похоронена на Донском кладбище (участок №3),рядом с мужем и родственниками.